# Eciton
Eciton é um gênero de insetos, pertencente a família Formicidae.

## Espécies
- Eciton amazona
- Eciton burchelli
- Eciton burchellii
- Eciton californicum
- Eciton crassicorne
- Eciton drepanophorum
- Eciton dulcium
- Eciton hamatum
- Eciton jansoni
- Eciton legionis
- Eciton lucanoides
- Eciton manni
- Eciton mexicanum
- Eciton nitens
- Eciton orthonotum
- Eciton quadriglume
- Eciton rapax
- Eciton rufipes
- Eciton setigaster
- Eciton uncinatum
- Eciton vagans